# Carectocultus bivitta
Carectocultus bivitta är en fjärilsart som beskrevs av Heinrich Benno Möschler 1881. Carectocultus bivitta ingår i släktet Carectocultus och familjen Crambidae. Inga underarter finns listade i Catalogue of Life.

## Bildgalleri

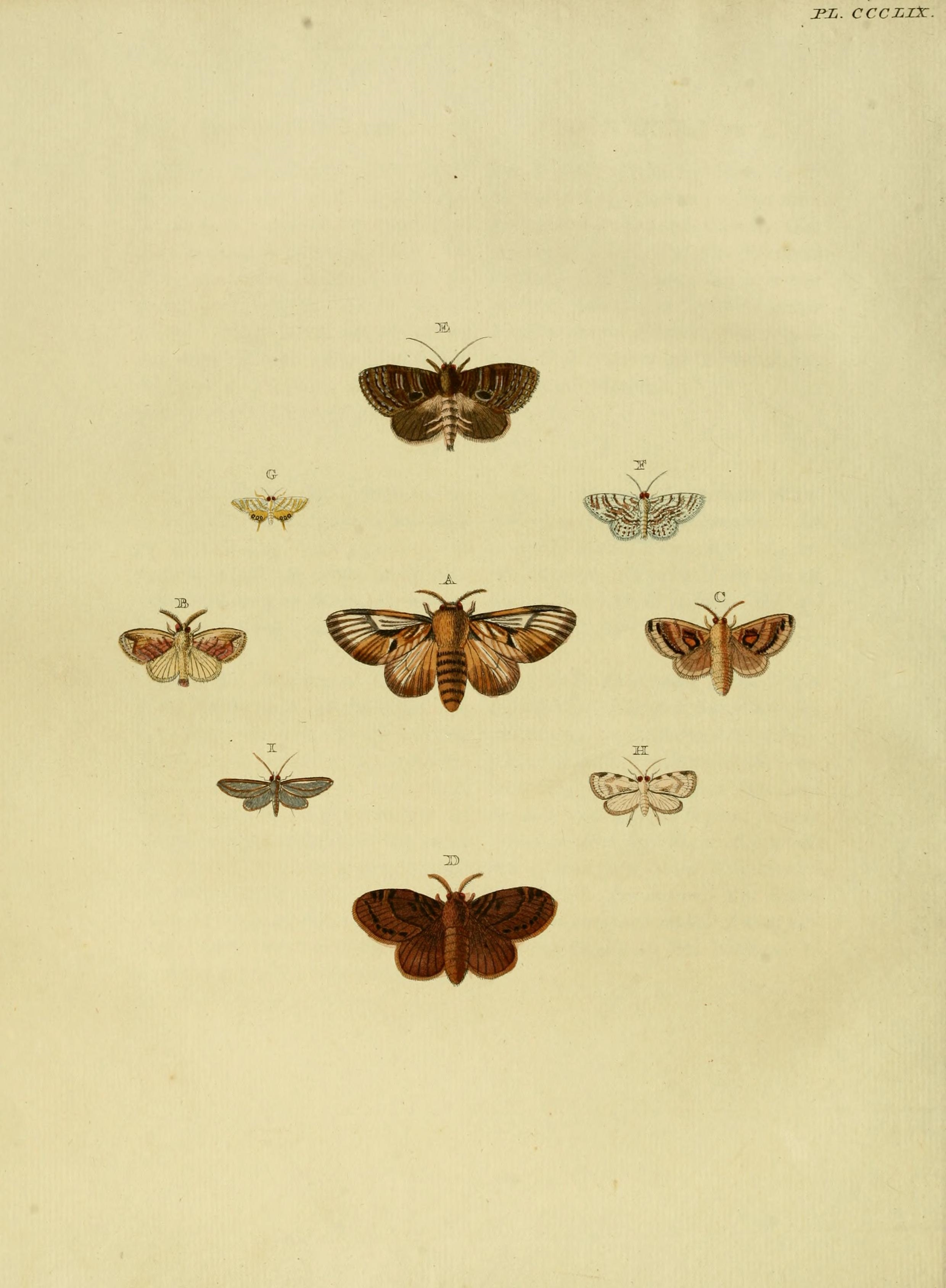